# Novo Exército Popular
O Novo Exército Popular (em inglês:  New People's Army, NPA) é um grupo comunista de teor revolucionário das Filipinas.
De inspiração maoísta, foi criado, em 1969, como braço-armado do Partido Comunista das Filipinas, com o objetivo de derrubar o Governo de Ferdinand Marcos através da guerra de guerrilhas, atacar políticos corruptos, forças da segurança e traficantes de drogas. Atualmente, conta com cerca de nove mil homens e opera na região rural de Luzon (norte) e partes de Mindanao, tendo bases espalhadas por vários centros urbanos, nomeadamente Manila.
O Novo Exército Popular leva a cabo a sua luta armada com base na linha estratégica da guerra popular prolongada e é o principal interveniente da rebelião comunista nas Filipinas. A organização foi classificada como grupo terrorista pelos Estados Unidos e pela União Europeia.